# Münzenberg 54 (Quedlinburg)

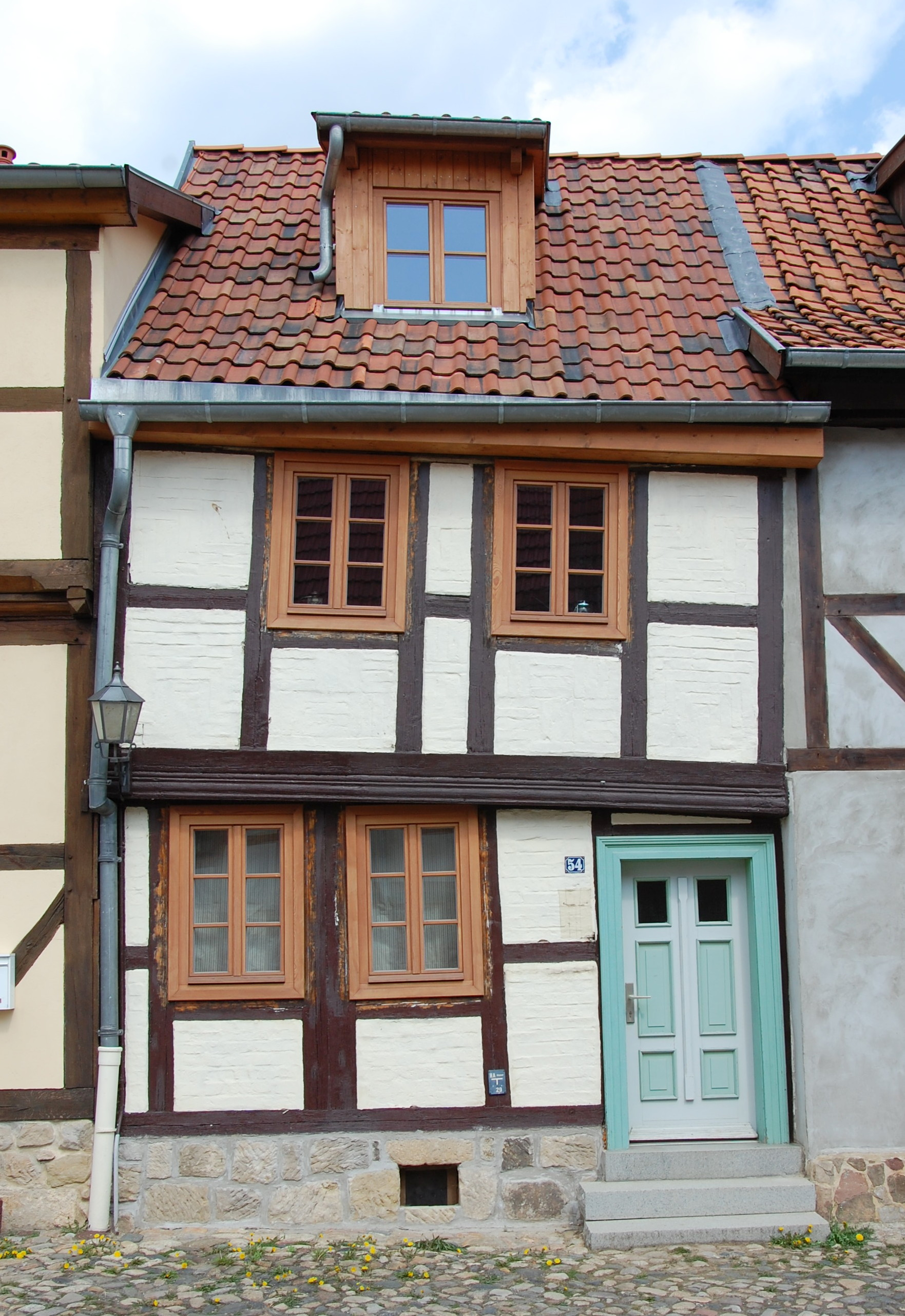
Haus Münzenberg 54

Das Haus Münzenberg 54 ist ein denkmalgeschütztes Gebäude in der Stadt Quedlinburg in Sachsen-Anhalt. 

## Lage
Es befindet sich im denkmalgeschützten Stadtviertel Münzenberg westlich der historischen Quedlinburger Altstadt und gehört zum UNESCO-Weltkulturerbe. Im Quedlinburger Denkmalverzeichnis ist es als Wohnhaus eingetragen.

## Architektur und Geschichte
Das kleine zweigeschossige Fachwerkhaus entstand Ende des 18. Jahrhunderts. Es ist weitgehend im Original erhalten. Markant ist die schiefe Stellung von Ober- und Untergeschoss. Das obere Stockwerk kragt deutlich vor. Die Stockschwelle des Hauses ist mit einer Profilbohle versehen.